# 568 Collins Street
Le 568 Collins Street est un gratte-ciel de 224 mètres construit en 2015 à Melbourne en Australie. 